# Mughiphantes ovtchinnikovi
Mughiphantes ovtchinnikovi là một loài nhện trong họ Linyphiidae.
Loài này thuộc chi Mughiphantes. Mughiphantes ovtchinnikovi được Andrei V. Tanasevitch miêu tả năm 1989.